# Parròquia de Galgauska
La Parròquia de Galgauska (en letó: Galgauskas pagasts) és una unitat administrativa del municipi de Gulbene, Letònia. Abans de la reforma territorial administrativa de l'any 2009 pertanyia al raion de Gulbenes.

## Pobles, viles i assentaments
- Galgauska (centre parroquial)
- Rimstavas

## Hidrologia

### Rius
- Alkšņupīte
- Gosupe
- Kamaldiņa
- Krustalīce
- Lāčupīte
- Tirza
- Vijata

### Llacs i embassaments
- Llac de Galgauska